# 祖师庙
祖師廟，是一種奉祀佛教、道教宗派或者民間宗教祖師的廟宇，在各地都有奉祀高僧名道的習慣，故稱祖師廟者所在多有，其中知名的祖師有道教的純陽祖師、旌陽祖師，佛教的達摩祖師、六祖大師、清水祖師、顯應祖師、普庵祖師、定光祖師等。
在臺灣，因為泉州府安溪縣的閩南移民主要信仰清水祖師的關係，一般稱祖師廟，即指清水祖師廟，大臺北地區有：三峽祖師廟、艋舺祖師廟、淡水祖師廟、瑞芳祖師廟等「大臺北四大祖師廟」，但是新北市泰山區除外，泰山區主要信仰顯應祖師，故祖師廟是指「顯應祖師廟」，且有頂泰山祖師廟、下泰山祖師廟兩廟，泰山之名也因此二廟而來。

## 註解
1. ↑  .   [2015-06-15]. （原始内容存档于2015-09-24）.
2. ↑  新北市泰山區行政區域分析 泰山區公所編印 的存檔，存档日期2015-09-24.